# YASHA-夜叉-
『YASHA-夜叉-』は吉田秋生の漫画作品、及びそれを原作としたテレビドラマ。

## 概要
『別冊少女コミック』（小学館）1996年7月号から2002年5月号、『月刊フラワーズ』創刊に伴い連載誌が移動となり、同誌に2002年6月号から8月号にて連載された。コミックスは全12巻が刊行されている。
第47回（2001年度）小学館漫画賞受賞。
本作は独立した物語であるが、作者の過去作である「BANANA FISH」と作品世界を共有し、「BANANA FISH」のサブキャラクターであった少年シン・スウ・リンが逞しく成長し、華僑の頂点に立つ若き青年実業家となって登場する（共通するのは世界観だけで「BANANA FISH」の直接の続編ではない）。また、その頃を思い出させるような台詞もシンの口により語られるので、前作を知っていればより楽しめる内容となっている。
また、2003年8月からは『月刊フラワーズ』にて本作の続編となる「イヴの眠り」が連載された。こちらは本作の主人公・静の娘が新たな主人公となり、登場人物たちのその後が描かれている。
『月刊フラワーズ』2002年12月号に、本編で明かされなかった謎解きと『イヴの眠り』とを繋げるエピソードを描いた「魂送り（マブイウクリ）」、同誌2003年1月号に本作の登場人物ケン・クロサキとルー・メイの出会いのエピソードを描いた『ハウメアの娘』がそれぞれ発表されている。なお、これらの作品は単行本『イヴの眠り』第1巻に収録されている。
2003年8月には作品世界のガイドブックとして、フラワーコミックススペシャルより『YASHA OFFICIAL GUIDEBOOK FIRST GENERATION』が発売されている。

## あらすじ
このあらすじは、原作マンガ全12巻をもとに作成している。
奥神島での子ども時代
有末比佐子の息子、静は沖縄の奥神島で普通の子どもと同じように愛されながら育てられてきた。しかし、静はネオジェネシス社の遺伝子技術により、神経細胞成長因子を組み込まれた受精卵を比佐子の子宮内に胚移植して誕生した、人工的な天才児（新しい人類）であった。静が12歳のとき、雨宮協一郎に発見され、静を逃がそうとした比佐子は、静の目の前で米軍により射殺され、静はネオジェネシス社に拉致される。
ジェネシス社主席研究員
静は母を目の前で殺された精神的ショックから心を閉ざしてしまうが、ライアン博士と世話係兼ボディーガードのケン・クロサキの尽力により立ち直る。静はネオジェネシス社の財産として英才教育を受け、ウイルス学の主席研究員となり、18歳で博士号を授与される。ライアン博士はジェネシス社における静の奴隷的な立場を憂慮し、日本に行くことを勧める。
洛北大学研究員として来日
静は東京の洛北大学で篠原教授のウイルス研究室に入る。ネオジェネシス社の主席研究員に対する護衛のため、ケンとメイヨーが同行する。静は6年ぶりに奥神島の幼なじみの永江兄弟（茂市、十市）、反町鉄男、比佐子の兄の有末医師と再会する。静は自分と瓜二つの雨宮凜から「兄さん」と呼ばれとまどう。静と凛の遺伝子パターンは全く同一であった。静は米国帰国を強要するネオジェネシス社と敵対し、ケンたちはライアン博士との契約を優先し、静の護衛を継続する。
CKV（キャッツ・キル・ウイルス）
静は篠原研究室の今井とともに、新宿の感染症で死亡した人の脳からウイルスを発見する。静は遺伝子パターンを見て、このウイルスがCKVであることを知って驚く。CKVはジェネシス社から流出し、米国で18年前に200人以上の死者（致死率90%）を出した危険なものである。元は無害なレトロウイルスであったが、ジョナサン・スミスらが遺伝子組み替えに使用するため、神経細胞成長因子を組み込んだことで危険なCKVに変異した。最大の危険性は脳にも感染することであり、脳感染者は100%死亡している。雨宮家で静は凜がCKVの毒性を弱めたウイルスを開発し、流出させたことを聞かされる。
国立科学研究所
静は公安警察に拘束され、自衛隊が警護し、アルファ製薬が運営する国立科学研究所に送られる。雨宮家では、「新創世記」計画のため米国側関係者が集り、茶会が開かれる。人種差別を声高に叫ぶドナルド・ゴールドバーグは射殺され、残りの米国側メンバーには脳に感染するウイルスが含まれるお茶を飲まされ、ほどなく認知症となる。静は検査され、運動における小脳モデルの完成が異常に早く正確あること、静と凜の間には強い脳共鳴性があることが確認される。自衛隊員のすきを突いて銃を奪った静は、混乱の中で救出にきたケンとメイヨーとともに研究所を脱出する。
洛北大学からのバイオハザードと感染の拡大
凜は洛北大学研究室を機能停止させるため、伊東研究員をCKVに感染させ、洛北大学に送り込み爆発させる。研究室はバイオハザードとして封鎖され、警備員2名、鈴木助手と茂市が感染する。静の血液から作った血清に鈴木助手と茂市は反応するが、最終的には2人は脳症により死亡する。静は武装闘争を決意し、ネオジェネシス社時代に搾取した巨額の資金を使用して、ケンを含む5名を私兵として雇う。静たちは国立科学研究所を始めとして、雨宮グループの関連施設を次々と破壊していく。その一方で、洛北大学を起点とするバイオハザードは拡大し、死者は1万人を超え、都市は荒廃し、市民の間に銃が広く出回るようになる。
静と凛の精神共鳴
静たちは雨宮ケミカル創立記念パーティで銃撃戦となり、脱出するときシン・スウ・リンと出会う。茂市の葬儀から戻った十市と鉄男を見て、静は茂市の死のフラッシュバックにより強い発作を起こす。静が断片的に思い出す記憶は、精神共鳴により凜にも伝わり、雨宮は遺伝子操作技術が記されたジョナサン・スミスの日記の存在を知る。茂市の死に対する静の強い憎悪の感情は、再び凜と共鳴し、静は雨宮家で祖父に虐待され、ついには祖父を殺害する凜のイメージを感じ取り、絶叫する。凜は「いっつもお母さんをひとり占めして」と子どものように泣き叫ぶ。
三上尊の苦悩
凜は洛北大の秘密の研究所を突き止め、破壊し、有末医師を拉致する。有末医師を人質にとられ、雨宮家に向かう前に、静は「やつらのいいなりにされるようなことがあったら、その時はおれを殺してくれ」とケンに依頼する。「新創世記」計画の自衛隊側トップは静の処刑を迫るが、雨宮はこれを拒否する。スミスの日記は奥神島に残されている可能性が高いことから、雨宮は有末医師の命と引き替えに日記を探してこいと命令する。有末医師の処分を買って出た三上尊は、腹心の部下を殺害してまで有末医師を助ける。
奥神島へ
奥神島に到着すると、凜は静の目を通して、しばしばここの景色を、比佐子のことを見ていたと気づく。母の愛、友人たちに囲まれた静の子ども時代に対して、凜のそれは冷たい教育と祖父の虐待であった。静が日記の隠し場所と考えた島の北部にある聖域には、巨大な細菌・ウイルス研究所が完成間近となっている。本島の港で見張っていた十市たちは、顔の知られていない友人を介して、島言葉により静にメッセージを伝える。彼らは突然、私服の自衛隊部隊から銃撃を受ける。静は自分と凜が狙われていると判断し、凜とともに市場に逃げ込み、精神共鳴を使って協力しながら危機を脱する。
静になりたかったんだ
桜井から、尊が有末医師を逃がした証拠写真を見せられ、信じていた尊に裏切られたと感じた凜は、尊の言葉に耳を傾けずナイフを突き立てる。静とシンは奥神島の住民を救出しようと計画する。雨宮から比佐子のDNAと神経細胞成長因子により新世界のイブを作り出す計画を聞かされ、凜は雨宮と決別する。凜は静を助け出し、尊と十市に自分は静としておとりになるので静を連れ出してくれと依頼する。凜は「おれはずっと静になりたかったんだ」と告げる。凜は桜井に射たれながらもバイオハザード防止システムを起動する。尊は静たちを脱出させ、雨宮、凜、桜井、ホッジスとともに数千度の熱で焼き尽くされる。
エピローグ
凜が静の身代わりになって死んだことは伏せられ、静は凜として雨宮家の当主となり、「新創世記」計画の残された者たちを封じ込めることをシンに話す。この事情を知る三上唯は、一生をかけて息子にわび、凜を支えると語る。奥神島は検疫が済むまで立ち入り禁止となったが、いつかは戻ることができるだろう。

## 登場人物
ここでは原作である漫画に沿った人物解説を行なう。ドラマ版とは登場人物そのものや設定が若干異なっている。
有末静（ありすえ セイ）
本作の主人公。18歳。ネオジェネシス社の遺伝子操作により神経細胞成長因子を組み込まれたDNAをもつ「新しい人類（ネオ・ジーニス）」。天才的な頭脳、他人の動きを一目見ただけでそっくり真似出来てしまう運動能力、高度な反射神経など、現生人類をはるかに上回る能力をもつ。
- テレビドラマ版では物語上喫煙シーンなどがあるため、放送倫理上問題無いように、年齢が20歳に設定されている（これは凜も同じ）。

雨宮凜（あまみや リン）
静の双子の弟。18歳。雨宮協一郎が育てたもう一人の新人類であり、一卵性双生児ゆえ見た目は静と殆ど変わりない。雨宮家の養子として幼少時より英才教育を受けるも全く愛を与えられず、祖父には虐待され、冷酷な性格になってしまった。自分を理解してくれる三上尊には心を開いている。
永江十市（ながえ といち）
静の奥神島時代の幼馴染で茂市の弟。幼少期を兄弟同然に育てられ、静にとって素の自分をそのまま出せる存在であり、心から信頼できる親友である。
- テレビドラマ版は兄・茂市と設定を統合され、茂市には妹がいるという設定になっている。

永江茂市（ながえ もいち）
静の幼馴染で十市の6つ違いの兄。通称：もいっちゃん。子供の頃から静と十市を分け隔てなく可愛がっていた。洛北大学医学部から大学院に進み、修士課程で篠崎教授に師事。生体科学研究所でウイルス研究に従事していたが、そこで、生体科学研究所に招待されていた静と思わぬ再会する。
- テレビドラマ版では十市と統合されて静と同い年になり、妹がいるという設定に変更。

岩田苑（いわた その）
永江兄弟が暮らす下宿先アパートの大家の娘。十市のガールフレンドでもあり、普段から何かと気にかけている。
反町鉄男（そりまち てつお）
十市・静の幼馴染。幼少時は「アイアン」と呼ばれたいじめっ子。その頃は女のように細かった静をいつもからかっていて、それを十市が助けると言うのがお約束のパターンだった。東京に出てきてからは十市とも同郷として打ち解け、居酒屋で一緒にバイトしている。
ケン・クロサキ
ハワイ生まれの日系4世。元アメリカ陸軍グリーンベレー出身で階級は中尉。ネオジェネシス社の保安要員として6年の間、静のボディーガード兼世話係を担当。静に亡くなった妹の面影を重ね合せて気にかける。静がネオジェネシス社に反旗を翻した後も、ライアン博士と契約を優先させ、静を護衛する。
ジャック・メイヨー
タヒチ出身。元アメリカ陸軍グリーンベレー出身。カンボジア時代に救ってくれたケンに恩義を感じており、軍を離れた後も畏敬を込めて「中尉」と呼ぶ。ネオジェネシス社では何かと反抗的な態度を見せる静とケンの間を取りもつ緩衝材のような存在であった。
有末比佐子（ありすえ ひさこ）
元ネオジェネシス社の研究員。主任研究員であった雨宮協一郎と婚約し、代理母として静を産む。しかし、研究の真の目的と雨宮の野望を知り、静とともに脱走し、奥神島に隠れ住む。以来、12年間静と共に平和に暮らしていたが、雨宮協一郎に発見され、静を逃がそうとしてホッジスの部下に射殺される。
- ドラマ版では実は後で生存していることが判明し、静と凜のその後の確執に多大な影響を与えることになる。

有末貴比古（ありすえ たかひこ）
比佐子の兄。新宿で開業医をしている。静の出生の秘密を知りつつ、比佐子の連れた静を実の甥のように可愛がる。洛北大学付属病院に勤務していたが、教授と衝突したため、3年に渡り奥神島で離島医療に従事。洛北大学医学部時代は雨宮協一郎と同期である。
アルフレッド・ライアン博士
ノーベル化学賞受賞者。重い遺伝病の研究・治療・開発を目的としたネオジェネシス社を設立。私欲の為の研究を進めようとするゴールドバーグや雨宮らと対立する。ネオジェネシス社では静の最大の理解者であり、静に日本に行くことを勧める。ジョナサン・スミスの父でもある。
三上尊（みかみ たける）
三上唯が愛人に産ませた子。19歳。正式に三上家に入ることになり、尊と引き離された母がショックで入院。そして養母の陰湿ないじめに合い、暗い幼少時代を送る。雨宮家で同じ年頃の凜と出会い、お互いの不幸な境遇と立場を理解しあい、凜に付き従う。
- ドラマ版では尊の良心的側面は中西命（メイ）という女性キャラクターに分化されており、彼自身は物語中盤以降になってやっと登場する。そして凜の代理母の実の息子という設定となっている。彼の祖母は雨宮家で長年、家政婦として仕えていた。

雨宮協一郎（あまみや きょういちろう）
元ネオジェネシス社の研究員にして、アルファ製薬の社長。ジョナサン・スミスと遺伝子研究を進め、新人類である静と凜を生み出す。婚約者の比佐子が静を連れて逃亡したため、自身は凜に英才教育を施す。静と凜を同時に己の支配下に置き、世界を牛耳ろうと画策する。
三上唯（みかみ ただし）
日本の影のフィクサーとして闇社会を束ねた三上丈の息子。闇の世界に生きる人物にありながら、物腰は柔らかで一本筋が通った人物。雨宮家とは古い付き合いがあり、その縁から雨宮協一郎の野望に手を貸している。奥神島事件のあと、尊への贖罪として、雨宮家の当主となった凜（実は静）を支える。
今井達也（いまい たつや）
洛北大学医学部篠原ゼミの助手。優秀な研究員だが口が悪く、他人を容易に受け入れようとしない性格のため、研究所にやってきた静をなかなか認めようとしなかった。凜が作った殺人ウイルスにより、婚約者の鈴木久美子とそのおなかにいた子を同時に失う。
鈴木久美子（すずき くみこ）
洛北大学医学部篠原ゼミの助手にして今井の婚約者。凜の姦計で殺人ウイルスに感染した人間爆弾と化した伊東研究員の血を浴びて感染する。
- ドラマ版では彼女の他に高田真由美という年下の女性研究員が登場し、原作でのミーハー的側面はそちらに受け継がれて、彼女自身はぐっと落ち着いたオトナの女性となっている。

シン・スウ・リン
全世界の華僑を束ねる「龍の道（ドラゴンロード）」に君臨する総帥にして中国財閥界を支える若きリーダー。義兄の李月龍（BANANA FISHを参照）を暗殺した組織を一夜にして壊滅させ、「風の龍（フォンロン）」と呼ばれ畏れられている。雨宮主宰のパーティーに出席した折に静と凜の存在に興味を持つ。
曹小英（ツァオ・シャオイエン）
シンの忠実なる秘書兼ボディーガード。曹四兄弟の長男。年よりも若く見え、眼鏡をかけて一見優男に見えるが、実は竜海王師に教えを受けた中国拳法・虎狼拳の達人で、一人で100人にも勝ると言われる。
ルー・メイ・クァン
世界各国を渡り歩く腕利きの賞金稼ぎ。そのままファッションモデルとして通用しそうにも見えるが、実は香港の武術家・黄燕元老師の高弟にして英才教育を受けた最高位師範の位を持つクンフーの天才。燕針（インジャン）と呼ばれる細身の短剣を使う武技に精通している。傭兵として静に雇われる。
シェン・クァン
ルー・メイの弟。元米海兵隊特殊部隊（SEALS）所属。姉とともに傭兵として静に雇われる。粗暴にして単細胞、さらに強度のシスターコンプレックスの持ち主。いつも冷静ですかしている雇い主の静を嫌ってすぐに「犯すぞ!!」と脅すが、その実力は認めている。
ジャヌー・カリ
元グルカ兵。傭兵として静の要請を受けたケンによって、ルー・メイ、シェンと共に招聘される。静の人間離れした能力を目の当たりにして、彼こそが幼少時に神託を受けてた自分の仕えるべきカーリー神の生まれ変わりだと信じる。
ドナルド・ゴールドバーグ
アメリカ経済界を牛耳るゴールドバーグ財団のボス。ネオジェネシス社を支配して遺伝子操作研究に参画する。その発言力はかなり強く、政界にも強力なパイプを持つ。しかし、あまりに時代錯誤な差別思想の持ち主であるため、雨宮らに粛清される。
レイモンド・ゴールドバーグ
ドナルド・ゴールドバーグの息子。父を毛嫌いしており、父親と同様に傲慢不遜な男。幼児虐待など異常性癖の持ち主で、凜に対しても下心みえみえな態度を見せる。凜に利用されるだけ利用され、最後は父親と同じ末路を辿る。
ウォーレン
ネオジェネシス社の保安部長。静の身柄確保に失敗し、後任としてやってきたホッジスの指揮下に入る。
ゲイリー・ホッジス
ネオジェネシス社の保安部最高責任者。元グリーンベレー司令官でケン・クロサキの上司だった。愛国主義者で、ゴールドバーグを「アメリカを腐敗に導いた元凶」として自らの手で始末する。雨宮の理想に深く共鳴し行動を共にする。
高階洋一（たかしな よういち）
陸上幕僚会議本部長。戦後から影で関係を続けてきた雨宮家が、静と凜というパワーバランスを崩す切り札を握ったことで、双子の身柄引渡しを要求する。
桜井将（さくらい まさし）
陸上自衛隊一等陸尉。高階と共に雨宮と交渉を進めるうちに、危険因子は削除すべきと考え、静と凜を抹殺しようとする。
ジョナサン・スミス
ネオジェネシス社の主任研究員、アルフレッド・ライアン博士の息子で作中では故人。「神経細胞成長因子」を人間の受精卵の遺伝子に加える実験に成功し、静と凜を生み出した。しかし、自分の行なった行為を後悔し、良心の呵責に耐えられず自殺する。

## 用語集
この物語を知る上で重要な手引きになる単語のいくつかを簡単に解説する。
神経細胞成長因子（ニューロン・グローイング・ファクター）
通称：NGF。通常、人間の脳細胞は胎児期に1千億個まで増殖したあとは減る一方になるが、NGFをDNAに組み込まれた神経細胞は普通の人間の3倍もの量があり、成長してもなお他の体細胞のように増殖や再生を続ける。NGFは作中より更に18年前に、ネオジェネシス社のジョナサン・スミスが発見した。スミスは10週目の胎児の神経細胞からその成長に密接な関係を持つ遺伝子を特定し改良を加えNGFを完成させた。これは元々アルツハイマー病等の治療に役立てる為に研究されてきたものだが、マウスによる動物実験など経て、生きた人間にも劇的な効果があることを当時のスミスの部下だった雨宮協一郎が最初に気付いた。そして一卵性双生児の人工受精卵にNGFを用いて生まれたのが有末静と雨宮凜である。
ネオジェネシス社
1968年に重い遺伝病の原因遺伝子の特定や治療法の開発を目的にアルフレッド・ライアン博士と5人の科学者によって創設されたバイオケミカル企業。しかし患者の絶対数が足りなかったことから投資家が手を引き始め経営困難に陥り、そこに手をつけたのがゴールドバーグ財団だった。ゴールドバーグの経営する多国籍企業の傘下に入ってからは、人口体外受精手術などの生殖産業と遺伝子工学部門が発展。世界でも群を抜く企業に成長した。その付属研究施設ネオジェネシス・サイエンスラボにジョナサン・スミス、その部下だった雨宮協一郎、有末比佐子、そして有末静が研究員として在籍し、数々の業績を残す。しかし遺伝子工学研究という性格上から、研究員たちは宗教テログループの抹殺者リストの最上位にランクされているらしい。
キャッツキル熱ウイルス
通称：CKV。18年前にアメリカにあるキャッツキル・バレーという村を全滅させた強力な病原体ウイルス（名前はここから由来）。初期症状がインフルエンザに似ていることから「殺人インフルエンザ」と呼ばれることも。元は無害なウイルスだったが、ジョナサン・スミスらが遺伝子組み替えに使用するためにNGFをウイルスの遺伝子に導入したことで殺人ウイルスに変異。感染したネオジェネシス社の社員が故郷で発症したことで18年前の悲劇は起こった。
その後放棄されていたのだが、後年になって雨宮の命を受けた凜がCKVを様々な効果のあるタイプに作り替えた。伊東を使って洛北大に撒かれたCKVは「β型」と呼ばれるタイプで、全世代の87%を死に至らしめる強力なもの。これに感染すると発熱や咽喉の痛みなどインフルエンザのような初期症状を見せ、ウイルスは血流にのって脳細胞に侵入し破壊。一度感染した者は意識障害を起こし最終的には死んでしまう。既存の抗ウイルス剤も効かず、静の行なった血清治療さえ失敗に終わる。
- ドラマ版では、これに相当するウイルスはＡ80（進化したタイプはＡ2000、Ａ2001）という名称で登場し、その末期的症状も若干変更されている。（Ａ80はハンタウイルス、後者の二つはエボラ出血熱に酷似した症状である。しかもA2001の方がより感染力が強い）

## 書誌情報
- 吉田秋生『YASHA-夜叉-』 小学館〈フラワーコミックス〉、全12巻
  1. 1996年12月11日発売[小 1]、ISBN 4-09-136734-8

- 1. 1996年12月11日発売[小 2]、ISBN 4-09-136734-8
  2. 1997年6月26日発売[小 3]、ISBN 4-09-136735-6
  3. 1997年12月15日発売[小 4]、ISBN 4-09-136736-4
  4. 1998年6月26日発売[小 5]、ISBN 4-09-136737-2
  5. 1998年12月15日発売[小 6]、ISBN 4-09-136738-0
  6. 1999年6月26日発売[小 7]、ISBN 4-09-136739-9
  7. 1999年12月14日発売[小 8]、ISBN 4-09-136740-2
  8. 2000年8月24日発売[小 9]、ISBN 4-09-138028-X
  9. 2001年2月24日発売[小 10]、ISBN 4-09-138029-8
  10. 2001年8月23日発売[小 11]、ISBN 4-09-138030-1
  11. 2002年2月26日発売[小 12]、ISBN 4-09-138031-X
  12. 2002年8月23日発売[小 13]、ISBN 4-09-138032-8

## テレビドラマ
2000年4月21日から6月30日まで毎週金曜日23:09 - 翌0:04に、テレビ朝日系の「金曜ナイトドラマ」枠で放送された。
同枠の第1弾。伊藤英明の初主演作品であり、無名時代に一人二役に挑戦した異色作である。原作の7,8巻までを基盤とし、その後は原作がまだ連載続行中だったため、独自の完結を迎えている。

### ドラマ版ストーリー
2000年4月、太平洋上の孤島、波霧島の島民30人が未知のウイルスによって全滅する。そのウイルス解析のために、洛北大にアメリカから招聘されたのが、ネオ・ジェネシス社の主席研究員、有末静だった。そこで思いがけず、聴覚検査の被験者として大学に来ていた盲目の幼馴染、永江茂市と再会する。八年前、静は母親を射殺され、そのまま拉致同然にアメリカへ連れて行かれたのだった。
ある夜、洛北大の研究室に入った泥棒を追った静は、雨宮凜と名乗る自分と瓜二つの青年と出会う。屈託なく自分を「兄」と呼び、歓びを隠さない彼に戸惑いつつも、静は家族の温もりを覚えて次第に受け入れていく。そんな中、茂市の妹・透子が原因不明の風邪で倒れる。それは、現在解析中の「波霧島のウイルス」と同一の症状だった。
数々のアクシデントの中、何とかウイルスを特定し作り上げた効血清のおかげで、彼女は死を免れる。そのウイルスが、かつてネオ・ジェネシスの研究室で生まれたA80だと気付いた静は、それを日本に持ち込んだと思しき人物を追い始めた……。

### キャスト
- 有末静〈20〉 / 雨宮凛〈20〉 - 伊藤英明（二役）（幼少〜中高生時代：遠藤雄弥（二役））
- 有末比佐子 - 大塚寧々
- 雨宮協一郎 - 岩城滉一
- ケン・黒崎〈35〉 - 阿部寛
- 永江茂市〈20〉 - 柏原収史（幼少時代：鈴木藤丸）
- 伊東泰之 - 吹越満
- 中西命（メイ） - 仲根かすみ
- 永江透子〈13〉 - 谷口紗耶香
- 三上尊〈21〉 - 上野潤
- 今井達也 - 神保悟志
- 鈴木久美子 - 秋山菜津子
- 高田真由美 - 牛尾田恭代
- 篠原教授 - 森下哲夫
- 佐伯 - 久富惟晴
- 相原次官 - 塩屋俊
- 中西社長 - 京本政樹

### スタッフ
- 脚本 - 佐藤嗣麻子、武上純希、深沢正樹
- 音楽 - 福岡ユタカ
- 監督 - 佐藤嗣麻子、阿部雄一、山本邦彦
- 編曲 - 山本健司
- VFXコーディネーター - 樋口真嗣
- アクションコーディネイト - 松井哲也
- ガンアドバイザー - 今関謙一
- プロデュース - 高橋浩太郎、浦井孝行
- 製作 - 国際放映、テレビ朝日

### ロケ地協力
- セントマーガレット病院

### 放送日程
| 話数                                                      | 放送日  | サブタイトル                   | 脚本                | 監督       | 視聴率 |
| --------------------------------------------------------- | ------- | ------------------------------ | ------------------- | ---------- | ------ |
| 第1話                                                     | 4月21日 | 運命の再会                     | 佐藤嗣麻子          | 佐藤嗣麻子 | 10.4%  |
| 第2話                                                     | 4月28日 | 友に告げる真実                 | 佐藤嗣麻子          | 佐藤嗣麻子 | 06.4%  |
| 第3話                                                     | 5月05日 | 殺人ウイルスの正体             | 武上純希            | 阿部雄一   | 05.9%  |
| 第4話                                                     | 5月12日 | 気づいてよ、兄さん             | 武上純希            | 阿部雄一   | 05.5%  |
| 第5話                                                     | 5月19日 | 代理母とわかっていても         | 深沢正樹            | 佐藤嗣麻子 | 06.1%  |
| 第6話                                                     | 5月26日 | 囚われた兄、美しき天才         | 深沢正樹            | 佐藤嗣麻子 | 05.8%  |
| 第7話                                                     | 6月02日 | バイオ・ハザードの罠!          | 深沢正樹            | 山本邦彦   | 05.0%  |
| 第8話                                                     | 6月09日 | 愛する友よ! 決死の治療         | 深沢正樹            | 佐藤嗣麻子 | 06.8%  |
| 第9話                                                     | 6月16日 | 日記に、兄弟の秘密が…          | 深沢正樹            | 山本邦彦   | 05.1%  |
| 第10話                                                    | 6月23日 | 打ち砕かれた家族の悲劇         | 武上純希            | 山本邦彦   | 04.9%  |
| 最終話                                                    | 6月30日 | 二人の夜叉、憎しみと愛の果てに | 佐藤嗣麻子 武上純希 | 佐藤嗣麻子 | 06.1%  |
| 平均視聴率 6.2%（視聴率は関東地区・ビデオリサーチ社調べ） |         |                                |                     |            |        |

| テレビ朝日系 金曜ナイトドラマ | テレビ朝日系 金曜ナイトドラマ              | テレビ朝日系 金曜ナイトドラマ    |
| 前番組 | 番組名                                     | 次番組                           |
| --- | ------------------------------------------ | -------------------------------- |
| 枠設置前につき無し | YASHA-夜叉- （2000年4月21日 - 6月30日）    | TRICK （2000年7月7日 - 9月15日） |
| テレビ朝日 金曜23:09 - 翌0:04枠 |                                            |                                  |
| ニュースステーション ※22:00 - 23:20 【6分繰り上げ、11分縮小して継続】あしたまにあ～な ※23:20 - 23:25 【44分繰り下げて継続】あ。た、り ※23:25 - 23:55ミニ番組 ※23:55 - 翌0:00タモリ倶楽部 ※翌0:00 - 0:30 【9分繰り下げて継続】 | YASHA-夜叉- 【ここから金曜ナイトドラマ枠】 | TRICK                            |

## ドラマCD
別コミフラワードラマCDシリーズ
1巻・2000年3月24日発売
2巻・2000年6月23日発売

### 声の出演
- 有末静 - 石川英郎
- 雨宮凛 - 辻谷耕史
- 有末比佐子 - 井上喜久子
- 雨宮協一郎 - 梁田清之
- ケン・クロサキ - 古澤徹
- 永江茂市 - 松本保典
- 永江十市 - 野島健児
- 三上尊 - 子安武人
- 伊東泰之 - 飛田展男
- ジャヌー・カリ - 中博史
- ルー・メイ・クァン - 吉田小百合
- ジャン・クァン - 長嶝高士
- ライアン博士 - 池田勝

### 小学館コミック
1. ↑  “『YASHA-夜叉- 1』”. 2022年5月22日閲覧。
2. ↑  “『YASHA-夜叉- 1』”. 2022年5月22日閲覧。
3. ↑  “『YASHA-夜叉- 2』”. 2022年5月22日閲覧。
4. ↑  “『YASHA-夜叉- 3』”. 2022年5月22日閲覧。
5. ↑  “『YASHA-夜叉- 4』”. 2022年5月22日閲覧。
6. ↑  “『YASHA-夜叉- 5』”. 2022年5月22日閲覧。
7. ↑  “『YASHA-夜叉- 6』”. 2022年5月22日閲覧。
8. ↑  “『YASHA-夜叉- 7』”. 2022年5月22日閲覧。
9. ↑  “『YASHA-夜叉- 8』”. 2022年5月22日閲覧。
10. ↑  “『YASHA-夜叉- 9』”. 2022年5月22日閲覧。
11. ↑  “『YASHA-夜叉- 10』”. 2022年5月22日閲覧。
12. ↑  “『YASHA-夜叉- 11』”. 2022年5月22日閲覧。
13. ↑  “『YASHA-夜叉- 12』”. 2022年5月22日閲覧。